# Nicolo d'Arco
Nicolo d'Arco (Arco, 1492 circa – Mantua, 1546 circa) fue un humanista y poeta italiano.

Escudo de armas de la familia D'Arco

## Biografía
Nació en el 1492 o el 1493, fue hijo del conde Odorico d'Arco y de Susanna Collalto y estudió en Pavía, en Padua y en la Universidad de Bolonia, donde se relacionó, entre otros, con los humanistas Paolo Ricci, Marcantonio Flaminio y Bernardo Clesio y donde conoció también a Erasmo de Róterdam.
Debido a los orígenes tridentinos de su familia, estuvo vinculado a los Habsburgo, por lo que fue oficial del ejército imperial. No obstante, su actividad fue fundamentalmente burocrática, ejerciéndola en la corte de los Gonzaga en Mantua, donde mantuvo relaciones con Paulo Jovio, Girolamo Fracastoro o Aníbal Caro y donde contrajo matrimonio con Julia Gonzaga, condesa de Novellara.
Su producción poética, básicamente en latín, está recogida en los Numeri, publicados por primera vez en Mantua en 1546.